# Prijeđel
Prijeđel (Prijedjel) je naseljeno mjesto u općini Foči, Republika Srpska, BiH. 
Godine 1962. pripojeno mu je naselje Alačići (Sl. list NRBiH br. 47/62).

## Stanovništvo
| Narod     | Popis 1961. | Popis 1971. | Popis 1981. | Popis 1991. |
| --------- | ----------- | ----------- | ----------- | ----------- |
| Hrvati    |             |             |             |             |
| Muslimani | 41          | 89          | 50          | 14          |
| Srbi      | 206         | 294         | 226         | 160         |
| ostali    | 1           | 3           | 2           |             |
| Ukupno    | 248         | 386         | 278         | 174         |